# جين ديلمان، 23 رصيف التجارة، 1080 بروكسيل (فلم)
جين ديلمان، 23 رصيف التجارة، 1080 بروكسيل (بالفرنسية: Jeanne Dielman, 23 quai du Commerce, 1080 Bruxelles) فيلم دراما فرنسي للمخرجة البلجيكية شانتال أكرمان، صدر عام 1975. يعرض الفيلم شريحة من الحياة تصور حياة ربة منزل. وصفه الناقد لويس ماركوريليس عند صدوره، بأنه «أول تحفة نسائية في تاريخ السينما». لقد أصبح الفيلم يمثل نمط من أنماط السينما، وتم تصنيفه في المركز 19 لأعظم أفلام القرن العشرين في استطلاع رأي للنقاد أجرته الصحيفة الأمريكية الأسبوعية «فيليدج فويس The Village Voice» التي مقرها نيويورك.

## طاقم التمثيل
- دلفين سيريغ: في دور جين ديلمان
- جان ديكورت: في دور سيلفان ديلمان
- هنري ستورك: في دور عميل
- جاك دونيول فالكروز: في دور عميل ثان
- إيف بيكال: في دور عميل ثالث[6]

## ملخص أحداث الفيلم
يستعرض الفيلم جدولاً زمنياً على مدار ثلاثة أيام للأم العزباء جين ديلمان، في الطهي والتنظيف وأعمال الأمومة. جين ديلمان تمارس الجنس مع العملاء الرجال في منزلها يوميًا من أجل عيشها ومصاريف ابنها، ومثل أنشطتها الأخرى، فإن عمل جين في الجنس هو جزء من الروتين الذي تؤديه كل يوم عن ظهر قلب وبهدوء. بدأ روتين جين في الانهيار بقوة في اليومين الثاني والثالث، حيث تفرط في طهي البطاطس التي تحضرها لتناول العشاء، وتسقط ملعقة مغسولة حديثًا. تستمر هذه التغييرات وتؤدي إلى استعداد جين للذروة في اليوم الثالث، حيث تقوم بقتل أحد العملاء.

## استقبال الفيلم
عرض الفيلم لأول مرة في مهرجان كان السينمائي 1975 وحقق نجاحًا ماليًا في أوروبا. وقد استشهد الكاتب بيتر هاندك والمخرج آلان تانر بأنه فيلم عملهم. لم يتم إصداره في الولايات المتحدة حتى عام 1983. كتب الناقد السينمائي جون كولمان إن «الفترة الزمنية للفيلم تغطي الثلاثاء (يخنة وبطاطا)، الأربعاء (وينر شنيتزل) والخميس (رغيف اللحم وجين أثناء الجماع وتقتل موكلها بالمقص) هذه الأيام الثلاثة بهذا الترتيب تضرب العقول الجادة باعتبارها انحناءة مؤسفة للنزعة التجارية الفظة».
دافع جوناثان روزنباوم عن الفيلم وقال إنه «يحتاج إلى وقت عرضه، لأن موضوعه ملحمي، والاكتساح الشامل هذا... يدرب المرء على التعرف على التقلبات والفروق الدقيقة والاستجابة لها. إذا كانت السينما الراديكالية هي شيء يذهب إلى جذور التجربة، فهذا على الأقل فيلم يوضح مكان وكيفية دفن بعض هذه الجذور».
قال الناقد غاري إنديانا إن «تألق أكرمان يكمن في قدرتها على إبقاء المشاهد مفتونًا بكل شيء يُترك عادةً خارج الأفلام».
لاحظت إيفون مارغوليس أستاذ دراسات الأفلام والإعلام في كلية هانتر، جامعة مدينة نيويورك، بالولايات المتحدة أن الفيلم كان «منسجمًا تمامًا» مع الحركة النسائية الأوروبية في ذلك الوقت، وأن النقاد النسويين رحبوا بهذا «التوافق الصارم بين السياسات الجنسية / والنوعية مع الاقتصاد الرسمي، وإن إظهار الطهي وإخفاء الجنس... بديل مثير للإعجاب للأفلام الوثائقية والمميزات السياسية الحسنة النية ولكن التقليدية».
قالت العالمة الأمريكية والناقدة المستقلة، والوثائقية،ب. روبي ريتش إنه«لم يسبق من قبل أن ظهرت أهمية وقت المرأة في المنزل بشكل عميق... لقد ابتكرت لغة جديدة قادرة على نقل حقائق لم يسبق ذكرها».
وصفتها مارشا كيندر بأنها «أفضل ميزة رأيتها على الإطلاق من صنع امرأة». كانت أكرمان مترددًة في أن يُنظر إليها على أنها صانعة أفلام نسوية، قائلة «لا أعتقد أن سينما المرأة موجودة».
قال المخرج السينمائي جوس فان سانت (مخرج وكاتب سيناريو ورسام ومصور وموسيقي ومؤلف) ان هذا الفيلم كان مصدر إلهام لأفلامه المماثلة وهي «جيري» 2002، «الفيل» 2003.
منح موقع الطماطم الفاسدة الفيلم تقييم مقداره 96% بناء على آراء 26 ناقد، وكتب الإجماع النقدي للموقع: «نظرة باقية، غير متجسدة، وفي النهاية ساحرة على وجود امرأة واحدة».
كتب روجر إيبرت ذات مرة: «لا يوجد فيلم جيد طويل جدًا، ولا يوجد فيلم سيئ قصير بما يكفي»، المخرجة جين ديلمان تأخذ هذا الموقف في القلب. على الرغم من أنه التزام لا يمكن إنكاره واختبار للإرادة للمشاهدة، إلا أن الفيلم لن ينصف نفسه بقضاء وقت أقل في التفاصيل الدقيقة التي تجعله على ما هو عليه.

## وصلات خارجية
https://www.imdb.com/title/tt0073198/ جين ديلمان، 23 رصيف التجارة، 1080 بروكسيل (فيلم)
https://www.allmovie.com/movie/v145302 جين ديلمان، 23 رصيف التجارة، 1080 بروكسيل (فيلم)
https://www.rottentomatoes.com/m/jeanne_dielman_23_quai_du_commerce_1080_bruxelles جين ديلمان، 23 رصيف التجارة، 1080 بروكسيل (فيلم)
https://the-take.com/watch/how-does-jeanne-dielman-23-quai-du-commerce-benefit-from-its-over-3-hour-runtime جين ديلمان، 23 رصيف التجارة، 1080 بروكسيل (فيلم)